# Itália 0–1 Coreia do Norte (1966)
Itália 0 x 1 Coreia do Norte foi o placar do terceiro e último jogo da Copa do Mundo de 1966, disputado em 19 de julho de 1966, no estádio Ayresome Park, em Middlesbrough, Inglaterra. A Itália, então bicampeã do mundo, foi surpreendida pela estreante Coreia do Norte e acabou eliminada ainda na primeira fase.

## Campanhas
Depois de vencer o Chile por 2-0 e perder para a União Soviética por 1-0, a Itália precisava apenas de um empate para seguir às quartas de final. Já os norte-coreanos começaram com uma derrota para os soviéticos por 3-0 e empate de 1-1 contra os chilenos, precisando de uma vitória contra a Itália e, ainda assim, dependendo do resultado do jogo entre União Soviética e Chile para se classificar para as quartas-de-final. 

## Cenário Pré-Jogo
No Grupo 4, com a classificação antecipada para as quartas de final da União Soviética, três seleções brigavam pela última vaga: Itália, Chile e Coreia do Norte.
Antes do início do jogo, nas casas de apostas de Londres, o favoritismo da Itália era de 1000 para 1.
| Classificação Final do Grupo A                                                                     | Classificação Final do Grupo A | Classificação Final do Grupo A | Classificação Final do Grupo A | Classificação Final do Grupo A | Classificação Final do Grupo A | Classificação Final do Grupo A | Classificação Final do Grupo A | Classificação Final do Grupo A | Classificação Final do Grupo A |
| Pos                                                                                                | Seleção                        | Pts                            | J                              | V                              | E                              | D                              | GP                             | GC                             | SG                             |
| -------------------------------------------------------------------------------------------------- | ------------------------------ | ------------------------------ | ------------------------------ | ------------------------------ | ------------------------------ | ------------------------------ | ------------------------------ | ------------------------------ | ------------------------------ |
| 1                                                                                                  | União Soviética                | 4                              | 2                              | 2                              | 0                              | 0                              | 4                              | 0                              | +4                             |
| 2                                                                                                  | Itália                         | 2                              | 2                              | 1                              | 0                              | 1                              | 2                              | 1                              | +1                             |
| 3                                                                                                  | Chile                          | 1                              | 2                              | 0                              | 1                              | 1                              | 1                              | 3                              | -2                             |
| 4                                                                                                  | Coreia do Norte                | 1                              | 2                              | 0                              | 1                              | 1                              | 1                              | 4                              | -3                             |
| *Notas: 2 pontos para o vencedor e 1 para o empate. Primeiro critério de desempate: Saldo de Gols. |                                |                                |                                |                                |                                |                                |                                |                                |                                |

| Resultados do Grupo 4 | Resultados do Grupo 4 | Resultados do Grupo 4 | Resultados do Grupo 4 |
| --------------------- | --------------------- | --------------------- | --------------------- |
| 12 de julho           | União Soviética       | 3 – 0                 | Coreia do Norte       |
| 13 de julho           | Itália                | 2 – 0                 | Chile                 |
| 15 de julho           | Chile                 | 1 – 1                 | Coreia do Norte       |
| 16 de julho           | União Soviética       | 1 – 0                 | Itália                |

|  |                                       |
|  | Classificada para as Quartas de Final |

## O Jogo[1][2][3]
O técnico Edmundo Fabri fez sete alterações na equipe. Voltou o ataque que havia atuado contra o Chile, escalou o armador Romano Fogli, do Bologna, e formou uma defesa - em tese - mais ágil. 
Aos 34 minutos, o capitão Bulgarelli chocou-se com Pak Seung Zin dentro do círculo central do campo, caiu sobre o braço sofrendo uma forte torção e também uma contusão no joelho, que o tirou da partida.
Aos 41 minutos do primeiro tempo, Rivera perdeu uma bola na altura da sua intermediária, Pak Seung Zin lançou em profundidade para Pak Doo Ik, na entrada da grande área italiana, chutar cruzado e rasteiro no canto direito de Albertosi: 1-0. 
No segundo tempo, aos 7 minutos, o jogador Rivera driblou vários coreanos e chutou na entrada da área, mas o goleiro Lee Chan-Myung fez a defesa.
Aos 14 minutos, Foglio cabeceeou uma bola vindo do escanteio, mas ela saiu rente ao travessão.
Aos 16, Rivera fez nova jogada individual, aplicando um lençol em Shim Yung Kyoo, mas o goleiro coreano saiu bem de sua meta e pulou nos pés do atacante italiano impedindo que ele colocasse a bola no fundo do gol. 
Um minuto depois, Pak Doo Ik correu com a bola pela direita, num contra-ataque, estando a defesa italiana toda desguarnecida, entregou a bola dentro da área para Yang Sung Kook, e este deixou-a passar para depois correr atrás dela, perdendo  o ângulo para o chute.
Aos 24 minutos, o coreano Kim Bong Hwan driblou o goleiro Albertosi e na hora de concluir perdeu o equilíbrio, chutando para fora.
Assim que terminou o jogo, alguns dos 75 membros da delegação invadiram o gramado e abraçaram os jogadores pela primeira vitória em sua primeira Copa. 
No dia seguinte, a alegria dos norte-coreanos foi maior, porque o Chile (seu adversário no grupo pela última vaga) perdeu para a União Soviética por 2-1, e com isso os estreantes na competição classificavam-se para as quartas de final.

## Detalhes
| 19 de julho de 1966 | Itália | 0–1       | Coreia do Norte | Ayresome Park, Middlesbrough             |
| 19:30               |        | Relatório | Pak Doo Ik 42'  | Público: 17,829 Árbitro: Pierre Schwinte |

| Itália | Coreia do Norte |

| GK             | 1  | Albertosi  |
| DF             | 9  | Janich     |
| DF             | 6  | Facchetti  |
| MF             | 14 | Mazzola    |
| MF             | 11 | Landini    |
| MF             | 7  | Fogli      |
| MF             | 8  | Guarneri   |
| FW             | 17 | Perani     |
| FW             | 4  | Bulgarelli |
| FW             | 3  | Barison    |
| FW             | 19 | Rivera     |
| Técnico:       |    |            |
| Edmondo Fabbri |    |            |

| GK             | 1  | Lee Chan-myung  |
| DF             | 5  | Lim Zoong-sun   |
| DF             | 3  | Shin Yung-kyoo  |
| MF             | 13 | Oh Yoon-kyung   |
| MF             | 14 | Ha Jung-won     |
| MF             | 7  | Pak Doo-ik      |
| MF             | 11 | Han Bong-zin    |
| FW             | 17 | Kim Bong-hwan   |
| FW             | 8  | Pak Seung-zin   |
| FW             | 6  | Im Seung-hwi    |
| FW             | 15 | Yang Seung-kook |
| Técnico:       |    |                 |
| Myung Rye-hyun |    |                 |

| Árbitros Assistentes: John Adair John Taylor |

## Classificação Final do Grupo 4
| Classificação do Grupo 4                            | Classificação do Grupo 4 | Classificação do Grupo 4 | Classificação do Grupo 4 | Classificação do Grupo 4 | Classificação do Grupo 4 | Classificação do Grupo 4 | Classificação do Grupo 4 | Classificação do Grupo 4 | Classificação do Grupo 4 |
| Pos                                                 | Seleção                  | Pts                      | J                        | V                        | E                        | D                        | GP                       | GC                       | SG                       |
| --------------------------------------------------- | ------------------------ | ------------------------ | ------------------------ | ------------------------ | ------------------------ | ------------------------ | ------------------------ | ------------------------ | ------------------------ |
| 1                                                   | União Soviética          | 6                        | 3                        | 3                        | 0                        | 0                        | 6                        | 1                        | +5                       |
| 2                                                   | Coreia do Norte          | 3                        | 2                        | 0                        | 1                        | 1                        | 2                        | 4                        | -2                       |
| 3                                                   | Itália                   | 2                        | 3                        | 1                        | 0                        | 2                        | 2                        | 2                        | +0                       |
| 4                                                   | Chile                    | 1                        | 3                        | 0                        | 1                        | 2                        | 2                        | 5                        | -3                       |
| *Notas: 2 pontos para o vencedor e 1 para o empate. |                          |                          |                          |                          |                          |                          |                          |                          |                          |

| Resultados do Grupo 4 | Resultados do Grupo 4 | Resultados do Grupo 4 | Resultados do Grupo 4 |
| --------------------- | --------------------- | --------------------- | --------------------- |
| 12 de julho           | União Soviética       | 3 – 0                 | Coreia do Norte       |
| 13 de julho           | Itália                | 2 – 0                 | Chile                 |
| 15 de julho           | Chile                 | 1 – 1                 | Coreia do Norte       |
| 16 de julho           | União Soviética       | 1 – 0                 | Itália                |
| 19 de julho           | Coreia do Norte       | 1 – 0                 | Itália                |
| 20 de julho           | União Soviética       | 2 – 1                 | Chile                 |

|  |                                        |
|  | Classificadas para as Quartas de Final |
|  | Eliminadas                             |